# Dimităr Marašliev
Dimităr Hristov Marašliev (in bulgaro Димитър Христов Марашлиев?; Harmanli, 31 agosto 1947 – Sofia, 12 luglio 2018) è stato un calciatore bulgaro, di ruolo attaccante.

## Palmarès

### Club

#### Competizioni nazionali
- Campionato bulgaro: 5

CSKA Sofia: 1968-1969, 1971-1972, 1972-1973, 1974-1975, 1975-1976
- Coppa di Bulgaria: 4

CKSA Sofia: 1969, 1972, 1973, 1974